# 昆卡主教座堂
昆卡主教座堂（西班牙語：Catedral de Cuenca）是位於西班牙東南部城市昆卡的一座羅馬天主教的教堂。這座教堂是一座盎格魯諾曼哥特式建築。教堂始建於1196年，竣工於1257年。

## 外部連結
- Photoset （页面存档备份，存于） on Flickr, includes seven pictures of the cathedral interior
- Photos （页面存档备份，存于）

40°04′43″N 2°07′44″W / 40.07849°N 2.12901°W